# Vincenzo Verginelli
Vincenzo Verginelli, detto Vinci (Corato, 27 maggio 1903 – Roma, 6 dicembre 1987), è stato uno scrittore ed esoterista italiano.

## Biografia
Nato a Corato in provincia di Bari, a sedici anni lasciò il liceo e partì per Trieste dove recò a Gabriele D'Annunzio un assegno dei pugliesi a sostegno dell'impresa di Fiume. D'Annunzio lo chiamò "Vinci" come buon auspicio in seguito alla sua partecipazione alla presa della città. L'incontro con il poeta ebbe un forte influsso sulla sua vita.
Nel 1921 conobbe il pastore valdese Girolamo Moggia grazie al quale aderì all'ermetismo.
Nel 1929 conobbe in Francia Giuliano Kremmerz (al secolo Ciro Formisano), il maggiore pensatore ermetico del tempo, che lo portò a rinforzare la sua fede nell'ermetismo.
Laureatosi nel 1925 in Lettere Classiche a Firenze con una tesi in Storia dell'Arte ottenne grazie al filosofo Giovanni Gentile una collaborazione onorifica con l'Enciclopedia Treccani per il periodo 1926-36 per numerose voci di carattere artistico. Nel 1929 divenne docente di italiano e latino a Napoli, dove ebbe come allieva Elena Croce, figlia di Benedetto Croce. Fu così ammesso a casa Croce divenendo discepolo di Benedetto Croce. Nel 1938 iniziò l'insegnamento al liceo Virgilio di Roma dove rimase fino al suo pensionamento nel 1970. 
A Roma conobbe Nino Rota, che si era trasferito da Milano in questa città. Tra i due sorse col tempo un'amicizia più che fraterna per la condivisione degli stessi ideali ermetici, per essere entrambi celibi e per la loro eccellente intesa letterario-musicale. Perciò nel 1986, un anno prima di morire, scrivendo di entrambi, dirà: “A Roma […] stavamo sempre insieme. Libri e musica. Musica e libri”. Fu così che nacque la loro perfetta collaborazione artistica, che si interruppe purtroppo prematuramente nel 1979 con la morte del musicista.

Perché si possa inquadrare meglio la figura di Verginelli potrebbe bastare citare lui stesso, che nella parte finale del testamento del 16 novembre 1987, scrive: 

## L'ermetista

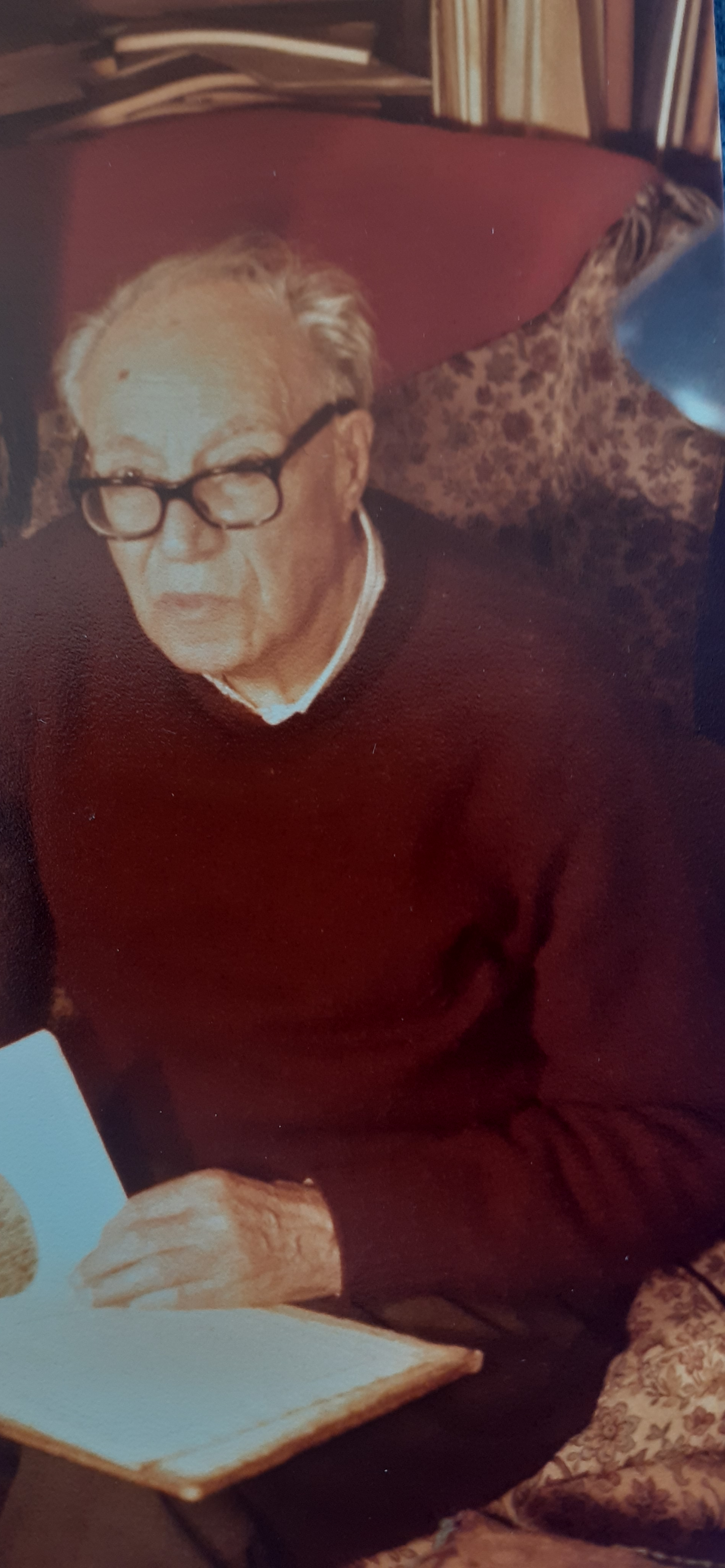
Vinci Verginelli nella sua abitazione a Roma negli anni '80 (immagine tratta da: Enzo Tota e Vito Di Chio, cfr. voce bibliografica)

L'approccio all'ermetismo, inteso come ricerca della Conoscenza del Sé secondo i dettami di Ermete Trismegisto, risale in Vinci all'epoca dell'incontro con il valdese Girolamo Moggia sul treno Barletta-Bari nel 1921 e alla traduzione della Chymica Vannus. 
Nel 1924 Verginelli entra a far parte dell'“Accademia Pitagora di Studi Ermetici” a Bari, patrocinata dalla “Schola Philosophica Hermetica Classica Italica” (S.P.H.C.I.) fondata dal Maestro Giuliano M. Kremmerz, al secolo Ciro Formisano. La “Schola” assunse la chiara configurazione di una congregazione finalizzata alla terapeutica, così che, per iniziativa del suo fondatore, si denominò, nell'operatività ermetica, “Fratellanza Terapeutico-Magica di Miriam”. A Roma, Verginelli subentrò nella conduzione del “Circolo Virgiliano”, ispirato alla stessa Fratellanza.
Esperto conoscitore di quegli antichi testi alchemico-ermetici, catalogati nei decenni a lui precedenti da Caillet, Lenglet du Fresnoy, Manget, Ferguson, Duveen, Thorndike e altri, dopo la dipartita di Nino Rota, che aveva massimamente contribuito a collezionarli, Verginelli decise di comporne un catalogo «alquanto ragionato», che fosse cioè una guida descrittiva e critica all'interpretazione dei testi per il «candido lettore» e «curioso ricercatore». Degli oltre 450 volumi in suo possesso, tra cui il Clavis Artis, fece donazione alla Biblioteca dell'Accademia Nazionale dei Lincei a Roma nel 1984, quand'era presidente il professor Giuseppe Montalenti, affinché fossero di facile consultazione; la donazione fu ufficialmente recepita dal presidente dell'Accademia, il professore arabista Francesco Gabrielli.

## Le opere
- Traduzione manoscritta dell'antico testo ermetico Chymica Vannus (Il vaglio chimico, Amsterdam, 1666), di autore anonimo (forse Eugenio Filalete ovvero Thomas Vaughan, Gran Maestro della Rosacroce), a cui fa seguito la Commentatio de Pharmaco Catholico di Johannes de Monte-Snyder; la traduzione fu data alle stampe da Carlo Nuti per i tipi di Ibis Libreria Editrice nel 1999; precedentemente Ercole Quadrelli (Abraxa-Quadreracles alias Parafraste Ocella) nel 1982 ne aveva stampato una sua traduzione con Arché; recente è la traduzione autoprodotta della medesima opera (con testo latino a fronte: www.youcanprint.it - Prima Edizione, 2018) da parte di Mario Marta e Giovanni Sergio; la Seconda Edizione 2019, senza testo latino, contiene 398 note a piè di pagina, un indice e sunto dei capitoli e dei paragrafi, un Indice Analitico dei Nomi Propri (318 voci).
- La poesia di Orazio Caputo, 1934
- Raccolta di poesie Ceneri di Paradiso, Guanda, 1957
- Oratorio Mysterium, 1960-61, musicato da Nino Rota, ispirato all'universalità della fede, su commissione della Pro Civitate Christiana di Assisi, con citazioni in latino e traduzione italiana a lato dal Vangelo di Giovanni e dai primi scrittori cristiani, rappresentato ad Assisi il 29 agosto 1962
- Aladino e la lampada magica (1962-63), libretto ispirato alla nota novella de Le mille e una notte, musicato da Nino Rota, rappresentato al Teatro San Carlo di Napoli nel 1968 e al Teatro dell'Opera di Roma nel 1978
- La vita di Maria, 1969-70, cantata sacra musicata da Nino Rota, con scelta di testi sacri dal Vecchio Testamento, i Vangeli ortodossi e quelli apocrifi, prima rappresentazione alla Basilica di San Pietro, Perugia in occasione della XXV Sacra Musicale Umbra, 24 settembre 1970
- Cantata profana Roma capomunni, 1970, musicata da Nino Rota, contenente liriche tratte da Gioachino Belli, Byron, Goethe, Plutarco, Dante, Orazio e Virgilio
- Bibliotheca Hermetica, Catalogo alquanto ragionato della raccolta Verginelli-Rota di antichi testi ermetici (secoli XV-XVIII), Bruno Nardini editore, Firenze, 1986, catalogo di oltre 450 trattati a stampa e manoscritti (anche miniati) di contenuto ermetico e alchemico, componenti la raccolta Verginelli-Rota, di cui egli stesso era in possesso, acquistati insieme al grande musicista Nino Rota
- Traduzione italiana del trattatello alchemico di Daniel Stolcius von Stolcenberg intitolato Viridarium Chymicum (Francoforte, 1624), Bruno Nardini editore, Firenze, 1983